# Niezniszczalność ciał świętych

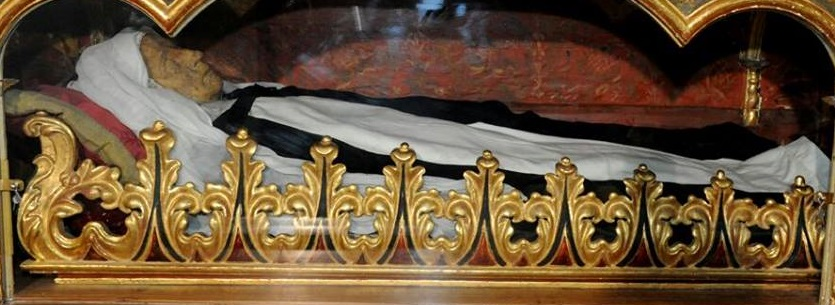
Ciało Służebnicy Bożej Marii de Jesus y Delgado (zm. 1731)

Niezniszczalność ciał świętych – istniejące w religii katolickiej i prawosławnej przekonanie, że Boska interwencja pozwala niektórym zmarłym (szczególnie świętym i błogosławionym) uniknąć normalnego procesu rozkładu po śmierci, co jest znakiem ich świętości.
Zjawisko polega na tym, że ciało zmarłego jest wyjątkowo dobrze zachowane długi czas po śmierci i nie można tego wyjaśnić ani okolicznościami zewnętrznymi, ani interwencją człowieka. Zjawisko to może dotyczyć całego ciała lub tylko jego części. W niektórych przypadkach nierozkładające się ciała wydzielały nawet przyjemny zapach, czasem wiele lat po zgonie sączyła się z nich krew lub olej. Często zjawisku temu towarzyszyły inne wydarzenia nadprzyrodzone (np. uzdrowienia, tajemnicze światła).

## Stanowisko Kościoła katolickiego
Papież Benedykt XIV w swoim dziele Da Cadaverum Incorruptione opisał stanowisko Kościoła wobec przypadków niezniszczalności ciał świętych. Według aktualnego stanowisko Kościoła zjawisko to nie jest cudem rozstrzygającym w procesie beatyfikacji czy kanonizacji. Jednym z nielicznych przypadków odstępstwa od tej zasady jest przypadek św. Andrzeja Boboli, w którym Kongregacja ds. Obrzędów uznała stopień zachowania szczątków zmarłego za jeden z cudów przemawiających za beatyfikacją. 
W dużej części przypadków proces beatyfikacyjny był już na zaawansowanym etapie, gdy dokonywano ekshumacji grobów, w celu dokonania koniecznej identyfikacji relikwii przyszłych błogosławionych, czego wymaga Święta Kongregacja Obrzędów. Wtedy zwykle odkrywano zwłoki zmarłego w stanie nienaruszonym, co uznawano za kolejny dowód wielkiej łaski, jakiej dostąpił zmarły. Z kolei ustalenie, że ciało uległo rozkładowi nie stanowiło żadnej przeszkody w procesie beatyfikacyjnym. Ciała większości świętych uległy normalnemu rozkładowi.

### Lista katolickich "niezniszczalnych"
Poniższa lista sporządzona została w przeważającej części na podstawie książki Joan Carroll Cruz, a uzupełniona innymi autorami. Zawiera listę świętych, błogosławionych, a także Czcigodnych Sług Bożych. Sama autorka przyznaje, ze sporządzona przez nią lista jest niepełna. Cruz opisuje, iż przygotowując swoją pracę korzystała z Acta Sanctorum, dzieła jezuitów, będącego najbardziej dokładnym zbiorem życia świętych. Docierała również do kościołów, w których spoczywały ich ciała. 

#### Zmarli od III do VII wieku
- św. Cecylia z Rzymu (zm. ok. 230) – była wczesnochrześcijańską męczennicą zabitą za wiarę. Pochowano ją w katakumbach św. Kaliksta. W 822 roku ciało Cecylii odnaleziono, w nienaruszonym stanie i przeniesiono je do bazyliki św. Cecylii na Zatybrzu. 19 października 1599 roku Paolo Emilio Sfondrati (kardynał tytularny bazyliki św. Cecylii), podczas prac renowacyjnych zainicjowanych przez niego, w obecności świadków (m.in. kardynała Baroniusza) dokonał identyfikacji relikwii męczennicy. W sarkofagu odnaleziono cyprysową skrzynię, a w niej nietknięte przez czas ciało leżące na prawym boku przykryte jedwabnym welonem przesiąkniętym krwią, pod nim widoczna była suknia przetykana złotą nicią. Wezwany rzeźbiarz Stefano Maderno wykonał marmurowy posąg przedstawiający św. Cecylię w pozycji, w jakiej odnaleziono jej ciało w 1599 r[8].
- św. Agata Sycylijska (zm. 221) – poniosła męczeńską śmierć w Katanii na Sycylii. Jej ciało zostało pogrzebane przez miejscowych chrześcijan poza miastem. W czasie najazdu arabskiego Bizantyjczycy przewieźli jej nienaruszone ciało do Konstantynopola. Stamtąd, jakiś czas później, zostało wykradzione i przewieziono na powrót do Katanii. Podzielono je wówczas na relikwie. Obecnie jej szczątki są przechowywane w różnych relikwiarzach. Jej ramiona, nogi i piersi mimo upływu ponad tysiąca siedmiuset lat pozostają nienaruszone, choć nieco wyschły i pociemniały. Czaszka i najważniejsze relikwie znajdują się w Katanii, gdzie trzy razy do roku są wystawiane do adoracji[8].
- św. Edeltruda z Ely (zm. 679) – anglosaska królowa, później zakonnica. Zmarła na dżumę w 679 roku. Szesnaście lat po jej śmierci dokonano ekshumacji, celem przeniesienia szczątków w inne miejsce. Okazało się, że ciało Edetrudy było całkowicie wolne od rozkładu, a zmarła sprawiała wrażenie jakby zasnęła. Ciało świętej złożone na powrót do trumny, przeniesiono do kościoła przy opactwie. Podczas reformacji anglikańskiej, zgodnie z dekretem króla Henryka VIII, jej grób zdewastowano. Ciało świętej zaginęło. W roku 1811 znaleziono jej dłoń, ukrytą w klasztornej skrytce, gdzie zwykle przechowywano relikwie. Obecnie przechowywana jest w kościele parafialnym pod wezwaniem świętej Edeltrudy przy Egreemon Street w Ely, w hrabstwie Cambridgeshire[8].
- św. Kutbert z Lindisfarne (zm. 687) – biskup Lindisfarne w Nortumbrii. Pochowany został w katedrze w Lindisfarne. Jedenaście lat po śmierci, zdecydowano się dokonać ekshumacji, by przenieść jego ciało w godniejsze miejsce. Okazało się, że ciało zmarłego jest nad podziw dobrze zachowane. Na przestrzeni wieków ciało świętego kilkakrotnie przenoszono nie otwierając jednak trumny. W 999 roku umieszczono je w kościele w Durham, który z czasem rozrósł się do katedry. W 1104 roku ponownie otworzono trumnę, by przekonać się o stanie ciała zmarłego. Okazało się, że nadal jest dobrze zachowane. Podczas reformacji anglikańskiej, zgodnie z dekretem króla Henryka VIII, królewska komisja miała dokonać zniszczenia grobowca i relikwii świętego. W 1537 roku członkowie komisji otworzyli trumnę i ze zdumieniem stwierdzili, że ciało świętego nadal jest nienaruszone. Członkowie komisji zdecydowali się zwrócić ciało zakonnikom do czasu otrzymania nowych instrukcji od króla. Ci złożyli je do nowego grobu. W 1827 roku dokonano ostatniej ekshumacji w obecności przedstawicieli nauki. Tym razem wewnątrz trumny znaleziono szkielet[8].
- św. Werburga (zm. ok. 699) – anglosaska księżniczka, później zakonnica. Zmarła w opinii świętości, a jej grób w Hanbury stał się celem pielgrzymek. W obawie przed duńskimi najeźdźcami ciało Werburgi przeniesiono do katedry w Chester. Było wtedy w nienaruszonym stanie. Od tego czasu Chester stało się celem pielgrzymek. Z czasem powstała tam katedra i monastyr. Za panowania Henryka VIII grób został zniszczony, a ciało zaginęło[8].

#### Zmarli w VIII wieku
- św. Gutlak z Crowland (zm. 714)
- św. Witburga z Dereham (zm. 743)
- św. Wunibald z Heidenheim (zm. 761)

#### Zmarli w XI wieku
- św. Alphege z Canterbury (zm. 1012)
- św. Koloman ze Stockerau (zm. 1012)
- św. Romuald z Camaldoli (zm. 1027)
- św. Edward Wyznawca (zm. 1066)

#### Zmarli w XII wieku
- św. Waltheof z Melrose (zm. 1159)
- św. Ubald z Gubbio (zm. 1160)
- św. Idesbald (zm. 1167)
- św. Izydor Oracz (zm. 1172)
- św. Benedykt z Awinionu (zm. 1184)

#### Zmarli w XIII wieku
- św. Hugo z Lincoln (zm. 1200)
- bł. Bertrand z Garrigue (zm. 1230)
- św. Edmund Rich z Canterbury (zm. 1240)
- św. Róża z Viterbo (zm. 1252)
- św. Klara z Asyżu (zm. 1253) – jej ciało zostało pochowane najpierw w kościele św. Jerzego, a w 1260 roku przeniesiono je do nowo wybudowanej na jej cześć bazyliki. W połowie XIX wieku papież Pius IX zezwolił na wydobycie ciała Klary spod ołtarza głównego. Kiedy 23 września 1850 roku otworzono kamienny sarkofag, okazało się, że ciało św. Klary nie ma żadnych śladów rozkładu. Umieszczono je w kryształowej urnie i wystawiono na widok publiczny[9].
- św. Zyta z Lukki (zm. 1272)
- św. Sperandia (zm. 1276)
- św. Albert Wielki (zm. 1280)

#### Zmarli w XIV wieku
- bł. Jakub z Bevagna (zm. 1301)
- św. Mikołaj z Tolentino (zm. 1305)
- bł. Piotr z Gubbio (zm. 1306)
- bł. Anioł z Borgo San Sepolcro (zm. 1306)
- św. Klara z Montefalco (zm. 1308)
- św. Agnieszka z Montepulciano (zm. 1317)
- bł. Macieja Nazzarei (zm. 1320)
- bł. Małgorzata z Città di Castello (zm. 1320)
- bł. Jan z Chiaromonte (zm. 1339)
- św. Peregryn Laziosi (zm. 1345)
- bł. Sybillina Biscossi (zm. 1367)
- św. Katarzyna ze Sieny (zm. 1380)

#### Zmarli w XV wieku
- bł. Andrzej Franchi (zm. 1401)
- św. Franciszka Rzymianka (zm. 1440)
- św. Bernardyn ze Sieny (zm. 1444)
- bł. Herkulan z Piegaro (zm. 1451)
- św. Rita z Cascii (zm. 1457)
- św. Antonin Pierozzi (zm. 1459)
- bł. Antoni ze Stroncone (zm. 1461)
- św. Dydak z Alkali (zm. 1463)
- św. Katarzyna de Vigri (zm. 1463)
- bł. Małgorzata Sabaudzka (zm. 1464)
- bł. Eustachia z Padwy (zm. 1469)
- bł. Antoni Bonfadini (zm. 1482)
- św. Eustachia Calafato (zm. 1485)
- bł. Bernard Scammacca (zm. 1487)
- bł. Archaniela Girlani (zm. 1495)

#### Zmarli w XVI wieku
- bł. Hosanna z Mantui (zm. 1505)
- św. Katarzyna z Genui (zm. 1510)
- bł. Małgorzata Lotaryńska (zm. 1521)
- św. Antoni Zaccaria (zm. 1539)
- św. Aniela Merici (zm. 1540)
- bł. Łucja z Narni (zm. 1544)
- św. Jan Boży (zm. 1550)
- św. Franciszek Ksawery (zm. 1552)
- św. Stanisław Kostka (zm. 1568)
- bł. Maria Bartłomieja Bagnesi (zm. 1577)
- św. Ludwik Bertrand (zm. 1581)
- św. Teresa z Ávili (zm. 1582)
- św. Karol Boromeusz (zm. 1584)
- Służebnica Boża Catalina de Cristo (zm. 1589)
- św. Katarzyna del Ricci (zm. 1590)
- św. Jan od Krzyża (zm. 1591)
- św. Alfons de Orozco (zm. 1591)
- św. Paschalis Baylón (zm. 1592)
- św. Filip Neri (zm. 1595)

#### Zmarli w XVII wieku
- św. Germana Cousin (zm. 1601)
- św. Maria Magdalena de’ Pazzi (zm. 1607)
- św. Kamil de Lellis (zm. 1614)
- Sługa Boży Jan od Jezusa i Maryi (zm. 1615)
- św. Róża z Limy (zm. 1617)
- Służebnica Boża Maria Vela (zm. 1617)
- św. Franciszek Salezy (zm. 1622)
- św. Jozafat Kuncewicz (zm. 1623)
- Służebnica Boża Marianna Franciszka de Jesús Torres y Berriochoa (zm. 1635) – była hiszpańska zakonnicą i mistyczką działającą w Ekwadorze. Znana z proroctw dotyczących XIX i XX wieku. W 1906 roku dokonano ekshumacji jej ciała. Okazało się, że mimo upływu ponad dwustu lat jej ciało zostało niezmienione. Podobny cud spotkał ciała jej towarzyszek[10].
- bł. Maria od Jezusa López de Rivas (zm. 1640)
- św. Joanna de Lestonnac (zm. 1640)
- św. Joanna de Chantal (zm. 1641)
- św. Jan Southworth (zm. 1654)
- św. Andrzej Bobola (zm. 1657)
- św. Wincenty a Paulo (zm. 1660)

#### Zmarli w XVIII wieku
- św. Pacyfik z San Severino (zm. 1721)
- św. Weronika Giuliani (zm. 1727)
- Służebnica Boża María de León Bello y Delgado (zm. 1731)
- św. Łucja Filippini (zm. 1732)
- św. Teresa Małgorzata Redi od Serca Jezusowego (zm. 1770)

#### Zmarli w XIX wieku
- św. Julia Billiart (zm. 1816)
- bł. Anna Maria Taigi (zm. 1837)
- św. Wincenty Pallotti (zm. 1850)
- św. Róża Filipina Duchesne (zm. 1852)
- św. Jan Vianney (zm. 1859)
- św. Magdalena Zofia Barat (zm. 1865)
- św. Piotr Julian Eymard (zm. 1868)
- św. Katarzyna Labouré (zm. 1876)
- św. Bernadeta Soubirous (zm. 1879)
- św. Paula Frassinetti (zm. 1882)
- św. Szarbel Makhlouf (zm. 1898)

#### Zmarli w XX wieku
- bł. Maria Assunta Pallota (zm. 1905)
- św. papież Pius X (zm. 1914)

## Stanowisko Cerkwi Prawosławnej
W Kościele prawosławnym niezniszczalność ciała zmarłego nie jest generalnie uważana za warunek świętości. Jednak istnieje wielu wschodnich prawosławnych świętych, których ciała nie uległy rozkładowi i cieszą się wielką czcią wśród wiernych. 

### Lista prawosławnych "niezniszczalnych"
- św. Paraskiewa (zm. XI wiek)
- św. Antoni, Jan i Eustachy (zm. 1347)
- św. Aleksander Świrski (zm. 1533)
- św. Hiob Poczajowski (zm. 1651)
- św. Joazaf (zm. 1754)
- św. Nektariusz z Eginy (zm. 1920)
- św. Jan z Szanghaju i San Francisco (zm. 1966)

## Osoby błędnie uznawane za "niezniszczalne"
- św. Małgorzata z Kortony (zm. 1297) – jej ciało nie ulegało rozkładowi co poczytywano jako cud. Według nowych informacji, dostarczonych dzięki zbadaniu zwłok przez patologa Ezio Fulcheri na życzenie Watykańskiego Muzeum Egipskiego, okazało się, że zostało ono wcześniej zabalsamowane bez wiedzy Kościoła[2].
- św. papież Jan XXIII (zm. 1963) – niektóre publikacje podają, że ciało papieża nie uległo po śmierci rozkładowi. W rzeczywistości zostało ono poddane procesowi balsamowania, co potwierdził Watykan w 2001 roku.
- św. Pio z Pietrelciny (zm. 1968) – w niektórych publikacjach i artykułach podawana jest błędna informacja, jakoby ciało świętego nie uległo rozkładowi. W rzeczywistości podczas ekshumacji w 2008 roku, ciało nie było idealnie zachowane. Głowa świętego uległa praktycznie całkowitemu rozkładowi, odsłaniając kości czaszki. Zachował się jedynie podbródek. Stan reszty ciała, uczestniczący w ekshumacji arcybiskup Domenico D'Ambrosio, opisał jako dobry. Nim zwłoki wystawione zostały na widok publiczny, poddano je renowacji. Głowę ojca zrekonstruowano, a ciało zabalsamowano. Obecnie pokrywa je specjalna sylikonowa maska, która imituje skórę. Szczątki świętego znajdują się w specjalnej szklanej trumnie, wyposażonej w system regulacji temperatury. To dzięki tym czynnikom zwłoki nie ulegają dalszemu rozkładowi[11].

## Kontrowersje i krytyka
Zarówno wśród wierzących i jak i niewierzących i istnieje spora grupa sceptyków kwestionujących istnienie nienaruszalności ciał przez boską interwencję. Wśród możliwych przyczyn zachowania ciał wymieniają naturalną konserwację spowodowaną przez działanie czynników zewnętrznych albo też ascetyczną dietę, która miałaby spowodować wolniejszy rozkład zwłok.
Zwolennicy jednak zauważają, że zdarzało się odnaleźć pojedyncze zachowane od rozkładu ciała w miejscu, gdzie inne ciała uległy normalnemu rozkładowi. Co do ascetycznej diety – na obszarach objętych klęskami głodu, ciała rozkładają się normalnie.
Ciała niezniszczalnych różniły się od ciał osób, których ciała uległy naturalnej mumifikacji. Mumie są twarde i sztywne, podczas gdy większość ciał "niezniszczonych" odznacza się elastycznością (brak stężenia pośmiertnego). Często z niektórych z nich wyciekała krew (m.in. św. Jan od Krzyża), olej (m.in. św. Szarbel Makhlouf), a dodatkowo unosi się wonny zapach (m.in. św. Albert Wielki).
Wielu sceptyków uważa, że przypadki nienaruszalności ciał to mistyfikacja rozpowszechniana przez wyznawców kultu poszczególnych świętych w sanktuariach lub przez ich rodzime zakony. Według Jeremiaha Kena, autora książki Christian Mummification. An Interpretative History of the Preservation of Saints, Martyrs and Others, Kościół celowo balsamował większość świętych zarówno z powodów sanitarnych i jak i dla oddania czci ważnym dla Kościoła osobom. To mogłoby wyjaśnić pośmiertne krwawienia z ran, a kwiecisty aromat mógłby być wynikiem stosowania zapachowych substancji.
Nie wyjaśnia to między innymi tego, czy metody balsamowania były znane w wielu krajach i dlaczego miałyby być użyte w przypadku osób niepochowanych w trumnach, które wzbudziły zainteresowanie Kościoła dopiero po śmierci.

## Niezniszczalność ciała w kulturze
- W powieści Fiodora Dostojewskiego Bracia Karamazow jeden z bohaterów imieniem Alosza, który odznaczał się żywą religijnością, przeżywa kryzys wiary po śmierci swojego przewodnika duchowego – mistyka Zosimy. Zmarł on w opinii świętości, jednak jego ciało zaczęło niespodziewanie szybko się rozkładać i wydzielać nieprzyjemny odór. Ponieważ w prawosławnej społeczności ówczesnej Rosji panowało przekonanie, że ciała świętych nie gniją, świętość Zosimy została szybko zakwestionowana przez zebranych w monasterze. Dla Aloszy wydarzenie to było dużym szokiem, który przejściowo zachwiał jego wiarą[14].
- Temat niezniszczalności ciał świętych katolickich został podjęty w jednym z odcinków serialu Z Archiwum X (Sezon 3, odcinek 11 pt. Objawienia).

## Galeria

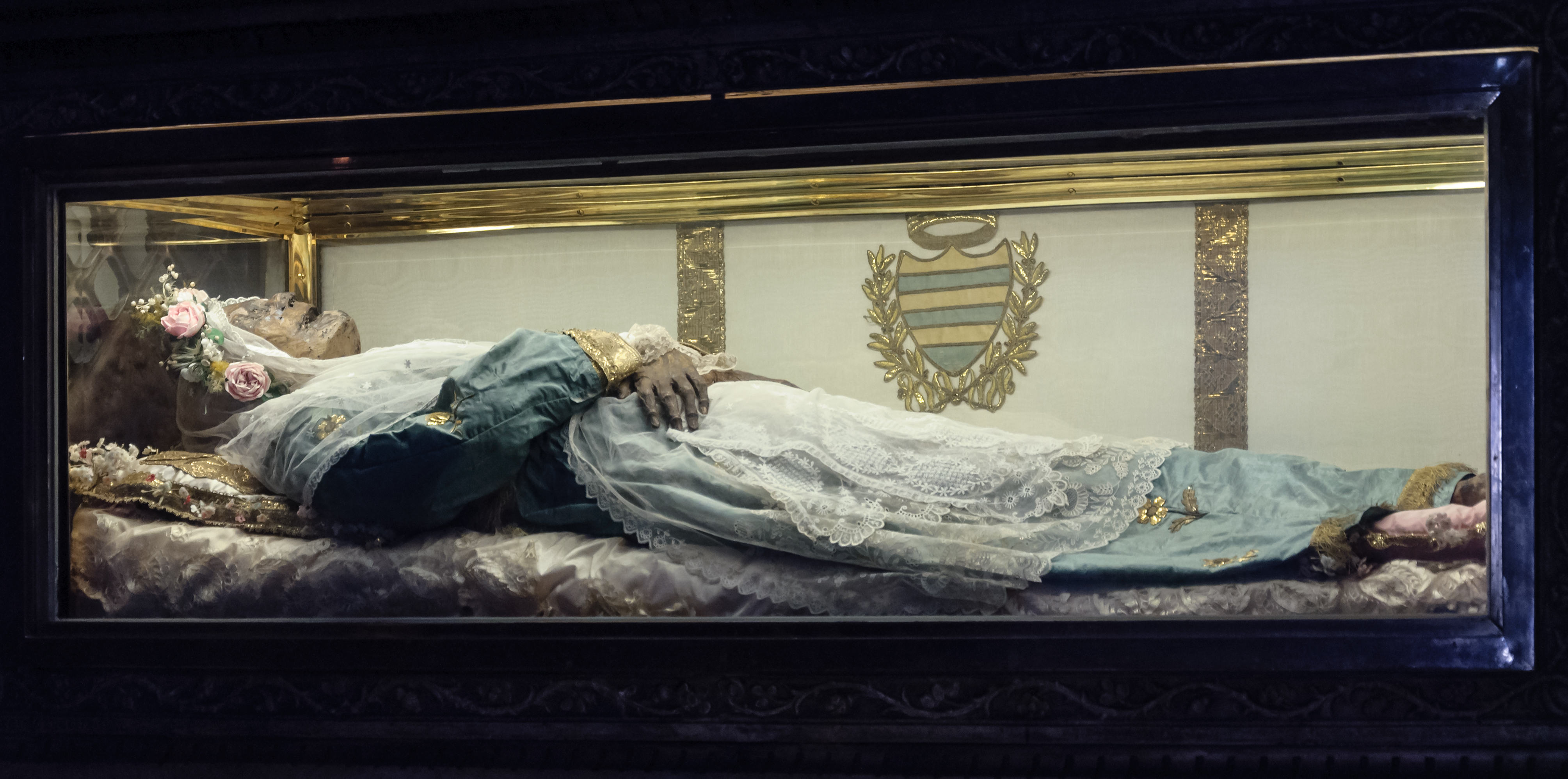
św. Zyta z Lukki
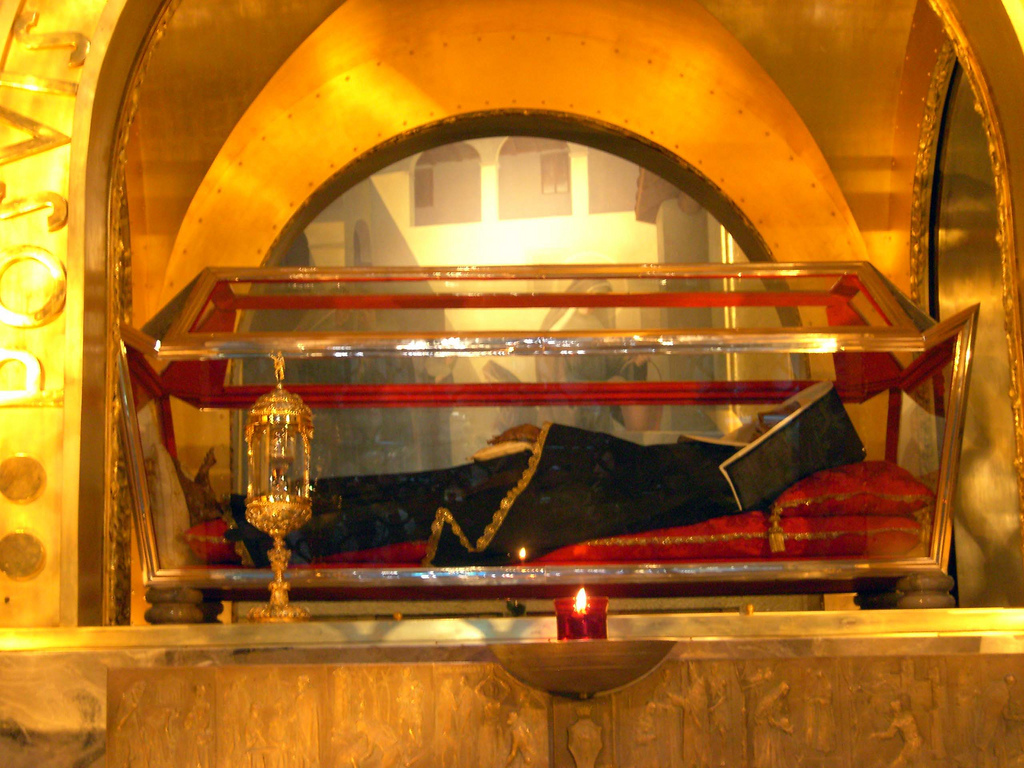
św. Rita z Cascii
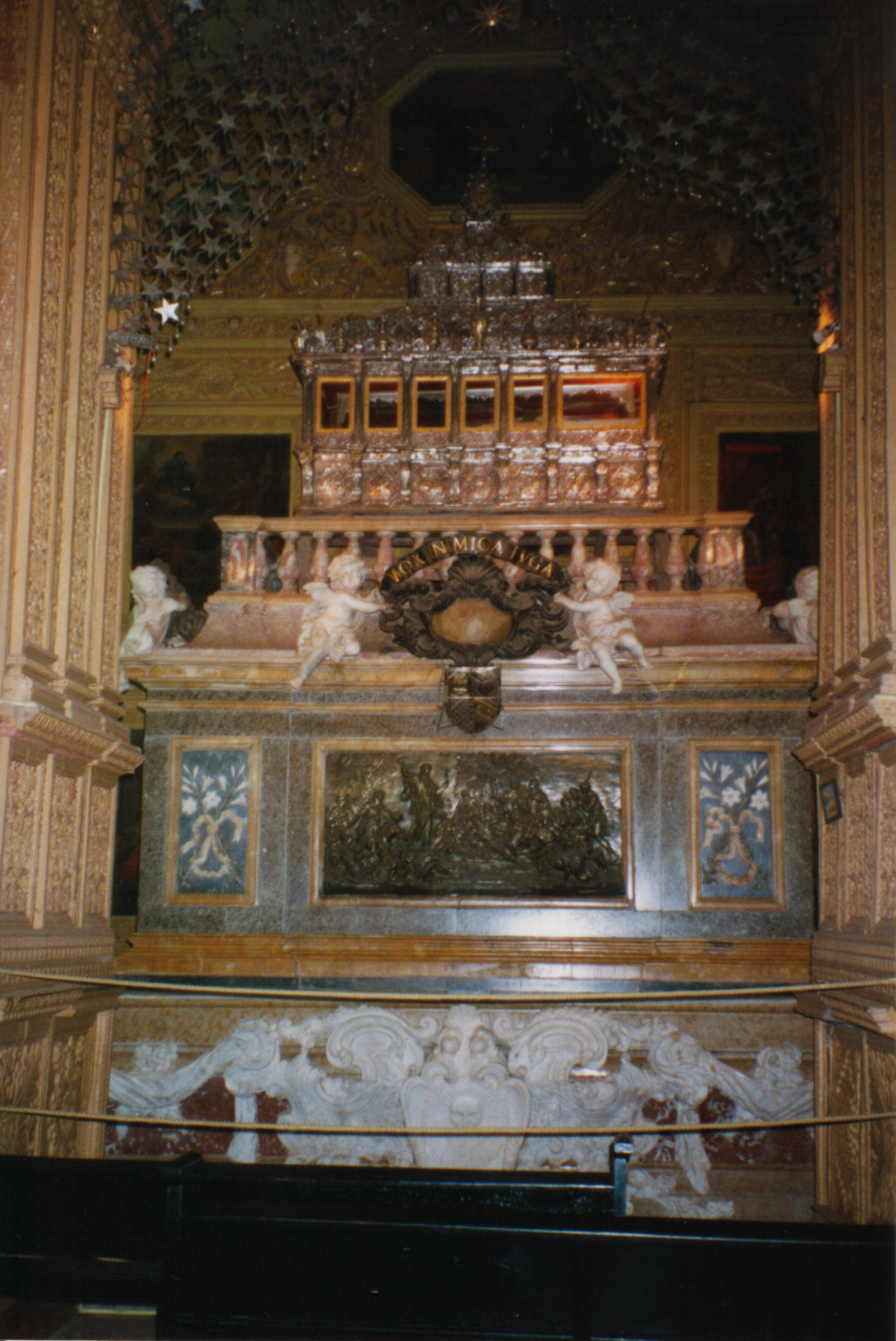
św. Franciszek Ksawery
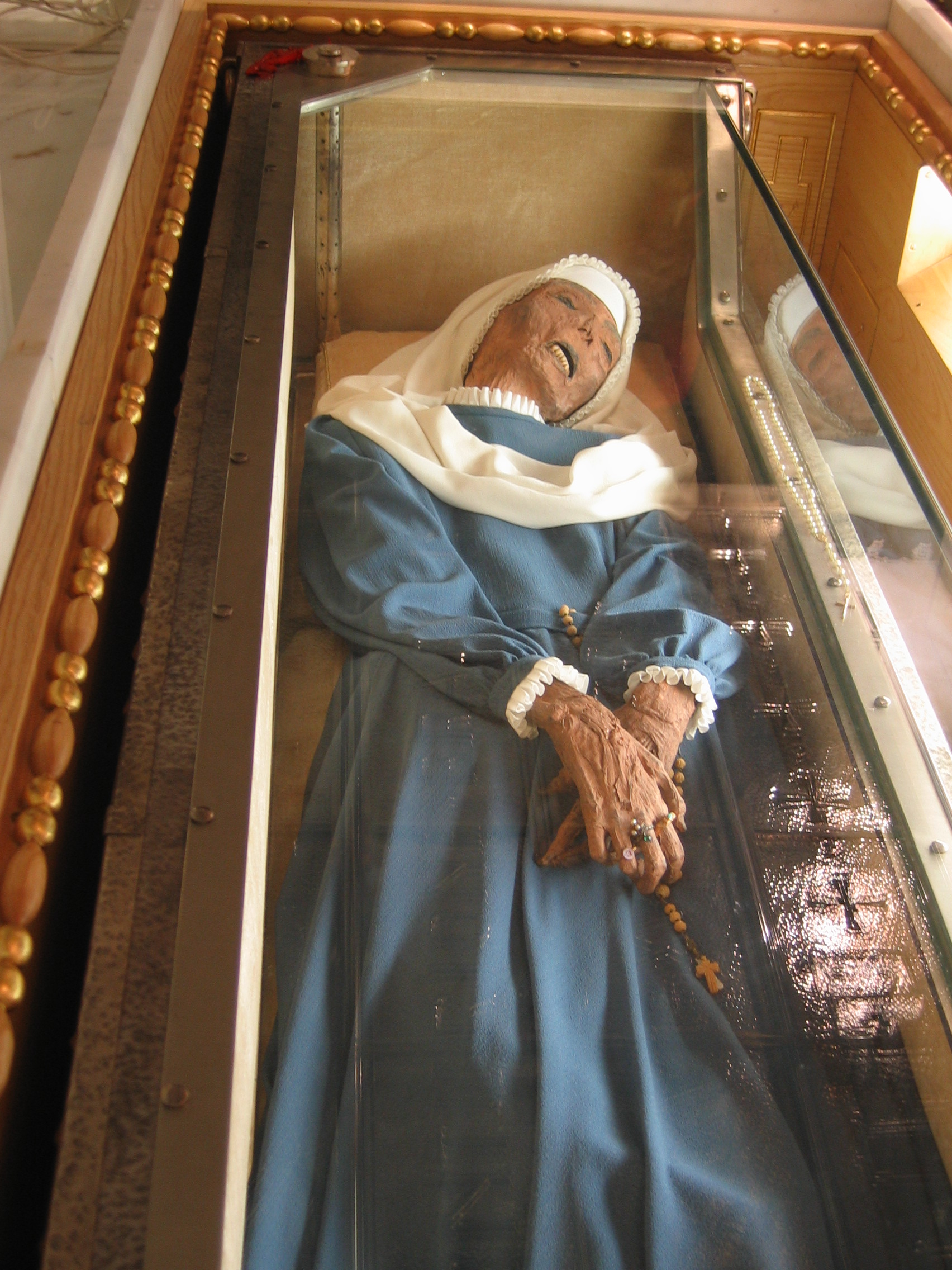
św. Wirginia Centurione Bracelli
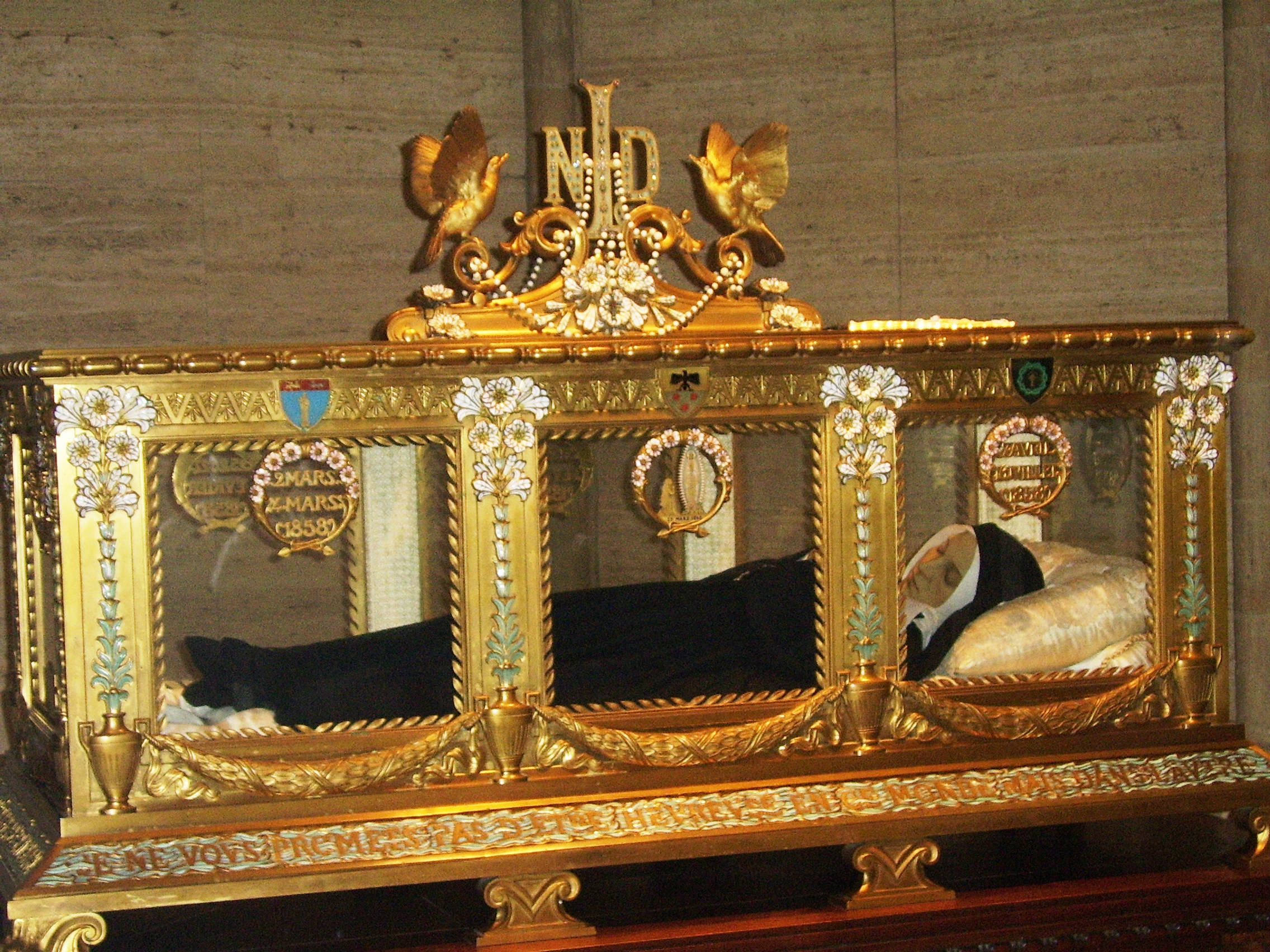
św. Bernadette Soubirous
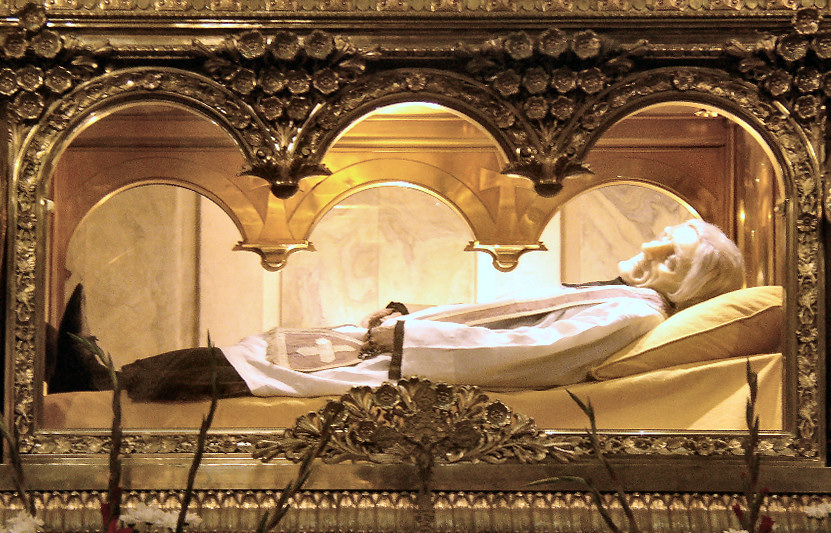
św. Jan Vianney